# Superodontella aspinata
Superodontella aspinata is een springstaartensoort uit de familie van de Odontellidae. De wetenschappelijke naam van de soort is voor het eerst geldig gepubliceerd in 1979 door Deharveng & Izarra.